# Monument (Oregon)
Monument – miasto w Stanach Zjednoczonych, w stanie Oregon, w hrabstwie Grant.